# Liga Femenina 2 de baloncesto 2020-21
La Liga Femenina 2 de baloncesto 2020-21 fue la 20.ª temporada de la segunda máxima competición de clubes femeninos de baloncesto en España, organizada por la Federación Española de Baloncesto.

## Formato
La Liga Femenina 2 fue la competición que adoptó el cambio más grande en cuanto a formato con la ampliación en número de equipos debido a la pandemia de COVID-19, hasta un total de 42 clubes divididos en tres grupos de competición. Cada grupo jugó bajo el sistema de todos contra todos a doble vuelta con un total de 26 jornadas de competición.
La LF2 arrancó el sábado 3 de octubre de 2020, siendo el final de la liga regular el 27 de marzo de 2021 y una fase final del 8 al 11 de abril de 2021. Al término de la Liga Regular, los cuatro primeros clasificados de cada grupo pasaron a la Fase Final y descendieron de categoría los últimos clasificados de cada grupo, así como el peor clasificado de los penúltimos.
Para la Fase Final se clasificaron los 4 mejores equipos de cada uno de los 3 grupos, con los que se formaron 4 grupos de 3 equipos mediante sorteo. Los dos ascensos a Liga Femenina los jugaron los primeros clasificados de cada grupo (1A vs 1B y 1C vs 1D).

### Cambio de formato para la próxima temporada
La principal novedad es la creación para la temporada 2021-22 de una nueva categoría denominada Liga Femenina Challenge en el segundo nivel del baloncesto femenino y que pasará a estar integrada por 16 equipos: los dos equipos que desciendan de Liga Femenina; los 10 equipos que jueguen la Fase Final de la Liga Femenina 2 2020-21 pero no logren el ascenso; y los 4 siguientes mejores equipos clasificados al término de la Liga Regular que no hayan participado en la Fase Final.

## Liga regular

### Grupo A
| | Equipo                                 | J  | G  | P  | PF   | PC   | DP   | Puntos |
| --- | -------------------------------------- | -- | -- | -- | ---- | ---- | ---- | ------ |
| 1 | Baxi Ferrol                            | 26 | 26 | 0  | 2203 | 1310 | 893  | 52     |
| 2 | Osés Construcción Ardoi                | 26 | 21 | 5  | 1696 | 1513 | 183  | 47     |
| 3 | RC Celta Zorka                         | 26 | 20 | 6  | 1779 | 1429 | 350  | 46     |
| 4 | Extremadura Miralvalle Plasencia       | 26 | 17 | 9  | 1647 | 1618 | 29   | 43     |
| 5 | Azkoitia Azpeitia ISB                  | 26 | 16 | 10 | 1796 | 1700 | 96   | 42     |
| 6 | Gdko Ibaizabal                         | 26 | 14 | 12 | 1567 | 1472 | 95   | 40     |
| 7 | HGB Ausarta Barakaldo EST              | 26 | 14 | 12 | 1648 | 1679 | -31  | 40     |
| 8 | Vega Lagunera Adareva Tenerife         | 26 | 12 | 14 | 1687 | 1761 | -74  | 38     |
| 9 | AD Cortegada                           | 26 | 9  | 17 | 1584 | 1795 | -211 | 35     |
| 10 | CB Arxil                               | 26 | 8  | 18 | 1540 | 1705 | -165 | 34     |
| 11 | Magec Tías Contra Violencia Género     | 26 | 7  | 19 | 1561 | 1796 | -235 | 33     |
| 12 | Maristas Coruña                        | 26 | 7  | 19 | 1586 | 1887 | -301 | 33     |
| 13 | Ulla Oil Rosalía                       | 26 | 6  | 20 | 1463 | 1728 | -265 | 32     |
| 14 | Agrupación Deportiva Baloncesto Avilés | 26 | 5  | 21 | 1330 | 1694 | -364 | 31     |
| Fuente: Federación Española de Baloncesto: Clasificación de la Liga Femenina 2 - Grupo A; actualización automática |                                        |    |    |    |      |      |      |        |

### Grupo B
| | Equipo                               | J  | G  | P  | PF   | PC   | DP   | Puntos |
| --- | ------------------------------------ | -- | -- | -- | ---- | ---- | ---- | ------ |
| 1 | Laboratorios Ynsadiet Leganés        | 26 | 25 | 1  | 1973 | 1505 | 468  | 51     |
| 2 | Pacisa Alcobendas                    | 26 | 17 | 9  | 1852 | 1656 | 196  | 43     |
| 3 | UCAM Primafrío Jairis                | 26 | 17 | 9  | 1732 | 1592 | 140  | 43     |
| 4 | Sinergia Soluciones Real Canoe       | 26 | 16 | 10 | 1713 | 1617 | 96   | 42     |
| 5 | Grupo Hafesa RACA Granada            | 26 | 15 | 11 | 1548 | 1497 | 51   | 41     |
| 6 | NB Paterna Proyecto Lázarus          | 26 | 15 | 11 | 1807 | 1757 | 50   | 41     |
| 7 | CAB Estepona                         | 26 | 15 | 11 | 1689 | 1542 | 147  | 41     |
| 8 | Unicaja                              | 26 | 14 | 12 | 1659 | 1605 | 54   | 40     |
| 9 | Melilla Sport Capital La Salle       | 26 | 12 | 14 | 1867 | 1933 | -66  | 38     |
| 10 | Ingenia Solar Costa de Almería       | 26 | 11 | 15 | 1622 | 1599 | 23   | 37     |
| 11 | Picken Claret                        | 26 | 11 | 15 | 1615 | 1717 | -102 | 37     |
| 12 | Fustecma Nou Bàsquet Femení          | 26 | 10 | 16 | 1711 | 1776 | -65  | 36     |
| 13 | Tecnigen Baloncesto Sevilla Femenino | 26 | 2  | 24 | 1418 | 1848 | -430 | 28     |
| 14 | CB Pozuelo UFV                       | 26 | 2  | 24 | 1247 | 1809 | -562 | 28     |
| Fuente: Federación Española de Baloncesto: Clasificación de la Liga Femenina 2 - Grupo B; actualización automática |                                      |    |    |    |      |      |      |        |

### Grupo C
| | Equipo                                | J  | G  | P  | PF   | PC   | DP   | Puntos |
| --- | ------------------------------------- | -- | -- | -- | ---- | ---- | ---- | ------ |
| 1 | Barça CBS                             | 26 | 26 | 0  | 1895 | 1278 | 617  | 52     |
| 2 | Lima-Horta Barcelona                  | 26 | 23 | 3  | 1694 | 1353 | 341  | 49     |
| 3 | Snatt's Femení Sant Adrià             | 26 | 19 | 7  | 1759 | 1400 | 359  | 45     |
| 4 | Advisoria Maresme                     | 26 | 16 | 10 | 1579 | 1466 | 113  | 42     |
| 5 | Segle XXI                             | 26 | 14 | 12 | 1615 | 1564 | 51   | 40     |
| 6 | Unilever BF Viladecans                | 26 | 14 | 12 | 1615 | 1575 | 40   | 40     |
| 7 | Club Joventut Badalona                | 26 | 14 | 12 | 1415 | 1446 | -31  | 39     |
| 8 | Anagan Stadium Casablanca             | 26 | 12 | 14 | 1510 | 1628 | -118 | 38     |
| 9 | Clínica Áureo Sant Josep              | 26 | 9  | 17 | 1496 | 1622 | -126 | 35     |
| 10 | Germans Homs-UE Mataró-Femení Maresme | 26 | 9  | 17 | 1348 | 1610 | -262 | 35     |
| 11 | GEiEG Unigirona                       | 26 | 9  | 17 | 1459 | 1590 | -131 | 35     |
| 12 | Basket Almeda                         | 26 | 8  | 18 | 1319 | 1528 | -209 | 34     |
| 13 | Azulejos Moncayo Helios               | 26 | 6  | 20 | 1385 | 1623 | -238 | 32     |
| 14 | CB Andratx - Edbaser                  | 26 | 3  | 23 | 1311 | 1717 | -406 | 29     |
| Fuente: Federación Española de Baloncesto: Clasificación de la Liga Femenina 2 - Grupo C; actualización automática |                                       |    |    |    |      |      |      |        |

## Fase final
Todos los partidos se juegan en una misma sede, a ser designada por la Federación Española de Baloncesto.

### Fase de grupos

#### Grupo 1
| | Equipo              | J | G | P | PF  | PC  | Puntos | Racha |
| --- | ------------------- | - | - | - | --- | --- | ------ | ----- |
| 1 | Barça CBS           | 2 | 2 | 0 | 142 | 114 | 4      | 2     |
| 2 | Pacisa Alcobendas   | 2 | 1 | 1 | 112 | 124 | 3      | -1    |
| 3 | Celta Zorka Recalvi | 2 | 0 | 2 | 117 | 133 | 2      | -2    |
| Fuente: Federación Española de Baloncesto: Clasificación de la Liga Femenina 2; actualización automática |                     |   |   |   |     |     |        |       |

#### Grupo 2
| | Equipo                           | J | G | P | PF  | PC  | Puntos | Racha |
| --- | -------------------------------- | - | - | - | --- | --- | ------ | ----- |
| 1 | Laboratorios Ynsadiet Leganés    | 2 | 2 | 0 | 159 | 96  | 4      | 2     |
| 2 | Extremadura Miralvalle Plasencia | 2 | 1 | 1 | 129 | 151 | 3      | 1     |
| 3 | Lima-Horta Barcelona             | 2 | 0 | 2 | 120 | 161 | 2      | -2    |
| Fuente: Federación Española de Baloncesto: Clasificación de la Liga Femenina 2; actualización automática |                                  |   |   |   |     |     |        |       |

#### Grupo 3
| | Equipo                | J | G | P | PF  | PC  | Puntos | Racha |
| --- | --------------------- | - | - | - | --- | --- | ------ | ----- |
| 1 | Baxi Ferrol           | 2 | 2 | 0 | 155 | 131 | 4      | 2     |
| 2 | UCAM Primafrío Jairis | 2 | 1 | 1 | 113 | 120 | 3      | -1    |
| 3 | Advisoria Maresme     | 2 | 0 | 2 | 112 | 129 | 2      | -2    |
| Fuente: Federación Española de Baloncesto: Clasificación de la Liga Femenina 2; actualización automática |                       |   |   |   |     |     |        |       |

#### Grupo 4
| | Equipo                         | J | G | P | PF  | PC  | Puntos | Racha |
| --- | ------------------------------ | - | - | - | --- | --- | ------ | ----- |
| 1 | Osés Construcción Ardoi        | 2 | 1 | 1 | 176 | 147 | 3      | 1     |
| 2 | Snatt's Femení Sant Adrià      | 2 | 1 | 1 | 144 | 150 | 3      | -1    |
| 3 | Sinergia Soluciones Real Canoe | 2 | 1 | 1 | 147 | 170 | 3      | -1    |
| Fuente: Federación Española de Baloncesto: Clasificación de la Liga Femenina 2; actualización automática |                                |   |   |   |     |     |        |       |

### Play-Offs
| Equipo 1    | Resultado | Equipo 2                      |
| ----------- | --------- | ----------------------------- |
| Barça CBS   | 69–78     | Laboratorios Ynsadiet Leganés |
| Baxi Ferrol | 81–72     | Osés Construcción Ardoi       |

## Postemporada
Ascendieron a Liga Femenina:
- Laboratorios Ynsadiet Leganés (Campeonas).
- Baxi Ferrol (Subcampeonas).

Ascendieron a Liga Femenina Challenge: (nueva categoría)
- Barça CBS.
- Osés Construcción Ardoi.
- Pacisa Alcobendas.
- Lima-Horta Barcelona.
- RC Celta Zorka.
- UCAM Primafrío Jairis.
- Extremadura Miralvalle Plasencia.
- Sinergia Soluciones Real Canoe.
- Advisoria Mataró Maresme.
- Azkoitia Azpeitia ISB.
- Grupo Hafesa RACA Granada.
- NB Paterna Proyecto Lázarus.
- CAB Estepona.
- Club Joventut Badalona.

Descendieron a Primera División Fem:
- CB Pozuelo UFV.
- Tecnigen Baloncesto Sevilla Femenino.
- CB Andratx - Edbaser.
- Agrupación Deportiva Baloncesto Avilés.

Ascendieron desde Primera División Fem:
- Asisa Alhaurín de la Torre.
- Asnimo Ágora Portals.
- Distrito Olímpico.
- Milar Córdoba  Baloncesto Femenino.
- Baloncesto Femenino León.
- Ekke CB Lleida.

La Liga Femenina 2 retornaría a 28 equipos en la siguiente temporada.